# 雅克·勒鲁瓦·德·圣阿尔诺

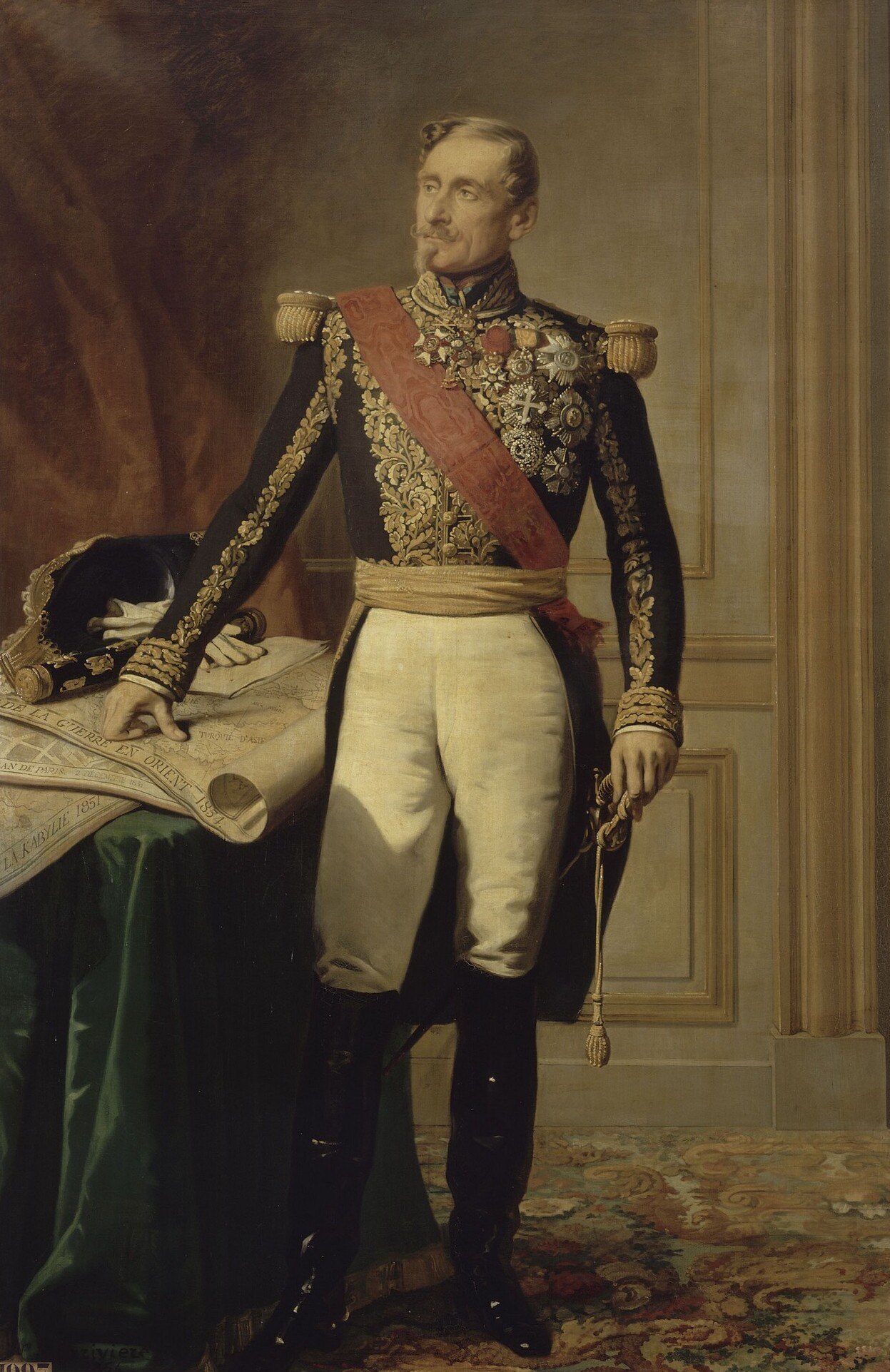
阿尔芒-雅克·勒鲁瓦·德·圣-阿尔诺

阿尔芒-雅克·勒鲁瓦·德·圣-阿尔诺（Armand-Jacques Leroy de Saint-Arnaud） (1801年8月20日—1854年9月29日) 法国军人，波拿巴主义者，1851年12月2日政变的策划者之一，拿破仑三世1852年授予他法国元帅，任命他为参议员。1851年至1854年担任法国战争大臣。1854年在克里米亚战争爆发后，他担任法军东线陆军总司令。
1854年9月29日他在指挥阿尔玛战役后死于船上，尸体运回法国，被葬在法国荣军院。

## 延伸阅读
- Lettres du Maréchal de Saint Arnaud (Paris, 1855; 2nd edition with memoire by Sainte-Beuve, 1858).